# Maria Bonafont i Gimenez
Maria Bonafont i Giménez (Barcelona, 5 de novembre de 1944) és una poeta i rapsoda catalana. Va néixer al barri de Sant Gervasi-Galvany, i va a treballar de bibliotecària a la Universitat de Barcelona.
És Mestra en Gai Saber en dos Jocs Florals. Així mateix, ha obtingut altres reconeixements literaris, entre els quals el premi Enric Gall d'Òmnium Cultural de Terrassa (2012), el premi Francesc Martí Queixalós (2016), el premi Montseny de Poesia (2014 i 2017) i, a banda dels dos mestratges, també ha obtingut diversos guardons en altres Jocs Florals, com per exemple la Viola i la Flor Natural a Esplugues de Llobregat (2017 i 2019).
Les seves obres es troben publicades en els llibres 60 x 60 = Vida i Poesia (2004), De bat a bat, la vida (2010), Aigües profundes (2014), Orígens, ressons i contrallums (2019), Versos de forja (2019), Càntics al ritme de l’aigua (2022) i Per les cruïlles del temps (2025). Alguns poemes seus també s'han integrat en reculls d'autoria compartida, entre els quals Tretze veus experimentals (2006) i Poesia a la frontera (2008). D'altra banda, també ha prologat diversos poemaris.

## Mestratges en Gai Saber
- 2011 - Jocs Florals de Ciutat Vella
- 2023 - Jocs Florals de Calella[8]